# Collinias imparilis
Collinias imparilis är en tvåvingeart som först beskrevs av Hardy 1968.  Collinias imparilis ingår i släktet Collinias och familjen ögonflugor. Inga underarter finns listade i Catalogue of Life.